# Rijksbeschermd gezicht Ravenswoud
Gezicht Ravenswoud is een van rijkswege beschermd dorpsgezicht in Ravenswoud in de Nederlandse provincie Friesland. De procedure voor aanwijzing werd gestart op 28 januari 2005. Het gebied werd op 5 december 2007 definitief aangewezen. Het beschermd gezicht beslaat een oppervlakte van 621,3 hectare.
Panden die binnen een beschermd gezicht vallen krijgen niet automatisch de status van beschermd monument. Wel zal de gemeente het bestemmingsplan aanpassen om nieuwe ontwikkelingen in het gebied te reguleren. De gezichtsbescherming richt zich op de stedenbouwkundige en cultuurhistorische waardering van een gebied en wil het toekomstig functioneren daarvan veiligstellen.